# خوش‌نوای حرا
خوش‌نوای حرا (نام علمی: Gerygone levigaster) نام یک گونه از سرده خوش‌نوا است.